# Лунёвка (Псковская область)
Лунёвка — деревня в Новоржевском районе Псковской области. Входит в состав Макаровской волости.

## География
Расположена в 18 км к юго-востоку от города Новоржев и в 9 км к юго-востоку от деревни Макарово.

## Население
| 2001 | 2002 | 2010 |
| ---- | ---- | ---- |
| 37   | ↘26  | ↘11  |

## История
До 2005 года деревня входила в состав Заборьевской волости с центром в д. Макарово.